# Светлый (Свердловская область)
Све́тлый — посёлок Сысертском районе Свердловской области России, входящий в состав Арамильского городского округа.

## География
Посёлок Светлый расположен между Исетью и её левым притоком — рекой Бобровка, в 1 километре к северо-востоку от Бобровского пруда, в 7 километрах (по автодороге в 9 километрах) к востоку-северо-востоку от города Арамили. К северу от посёлка расположена железнодорожная ветка Екатеринбург — Курган, разделяющая Светлый с соседним посёлком Арамиль. Здесь расположена станция Арамиль Свердловской железной дороги. Также в окрестностях посёлка Светлого расположен ботанический памятник природы — Исетский (Спорный) Бор.

## Население
| 2002 | 2010  |
| ---- | ----- |
| 1060 | ↗1237 |

## Инфраструктура
В посёлке Светлом три улицы: Кольцевая, Посёлок Светлый и Центральная; четыре переулка: Дачный, Железнодорожников, Рассветный и Учителей; садоводческие товарищества «Строитель-2» и «Магистраль».
В посёлке расположены детский сад, дом культуры, несколько магазинов. Остановка автобуса «Посёлок Светлый».